# 若者よ挑戦せよ
『若者よ挑戦せよ』（わかものよちょうせんせよ）は1968年制作の日本映画。

## 上映データ
| 公開日 上映時間 | 1968年（昭和43年） | 10月5日        | 日本           | 88分           |
| サイズ          | カラー             | シネマスコープ | シネマスコープ | シネマスコープ |

## 出演者
- 波川順平：小林桂樹
- 波川ふさ：白川由美
- 波川新太郎：小沢昭一
- 波川藤子：森光子（特別出演）
- 波川順一：船戸順
- 波川智子：大空真弓
- 波川勇吉：竜雷太
- 佐々木ユキ：池内淳子
- 大野進：黒沢年男
- 田所絵美子：内藤洋子
- 新井吉生：田崎潤
- 大芝電機社長：島田正吾
- 大芝レコード歌手：加山雄三
- 大芝レコード歌手：黛ジュン

## スタッフ
| 製作     | 安達英三朗 |
| 脚本     | 笠原良三   |
| 音楽     | 伊福部昭   |
| 撮影     | 西垣六郎   |
| 美術     | 本多好文   |
| 録音     | 藤好昌生   |
| 照明     | 西川鶴三   |
| 編集     | 黒岩義民   |
| 合成     | 三瓶一信   |
| スチール | 秦大三     |
| 監督     | 千葉泰樹   |
| 製作     | 東宝       |
| 配給     | 東宝       |